# Anfört arbete
Anfört arbete, a.a., används för att hänvisa till en källa som redan refererats till tidigare i texten, om det refererats till en annan källa därefter. Ibland förekommer även latinets opere citato, förkortat op. cit., ungefär 'i samma verk', speciellt i engelsk text. Om citatet eller källhänvisningen gäller exakt samma sida, kan man i stället använda ibid. eller ibidem, både i engelsk och svensk text.